# Sowpoltorg
Sowpoltorg – Sowiecko-Polska Mieszana Spółka Handlowa (ros. Советско-Польское акционерное торговое смешанное общество – Совпольторг), działające w Warszawie w latach 1926–1934 główne przedstawicielstwo spółki, której siedziba mieściła się w Moskwie.
Spółkę utworzyły wspólnie w styczniu 1926 Polskie Towarzystwo Handlu z Rosją „Polros” (Польское общество торговли с Россией – Польрос) i Ludowy Komisariat Handlu Zagranicznego (Народный комиссариат внешней торговли СССР). Kapitał wynosił á 50% do każdej ze stron.
Gwoli historycznej poprawności warto wymienić źródła mówiące, że spółkę też określano inną nazwą – „Russpoltorg” i powstało w 1925.A.Jezierski, C. Leszczyńska: Historia gospodarcza Polski

## Dyrektorzy
- 1927–1928 – Józef Ziabicki[6]
- 1931–1932 – Czesław Bobrowski
- 1935–1939 – Józef Ziabicki

## Siedziba
W 1929 w Moskwie siedziba spółki mieściła się w budynku księżnej М. А. Liwen przy ul. Bolszaja Dmitrowka (ул. Большая Дмитровка) 23/8, generalnego przedstawicielstwa w Warszawie – przy ul. Świętokrzyskiej 27 (1930).